# Grobowce mykeńskie

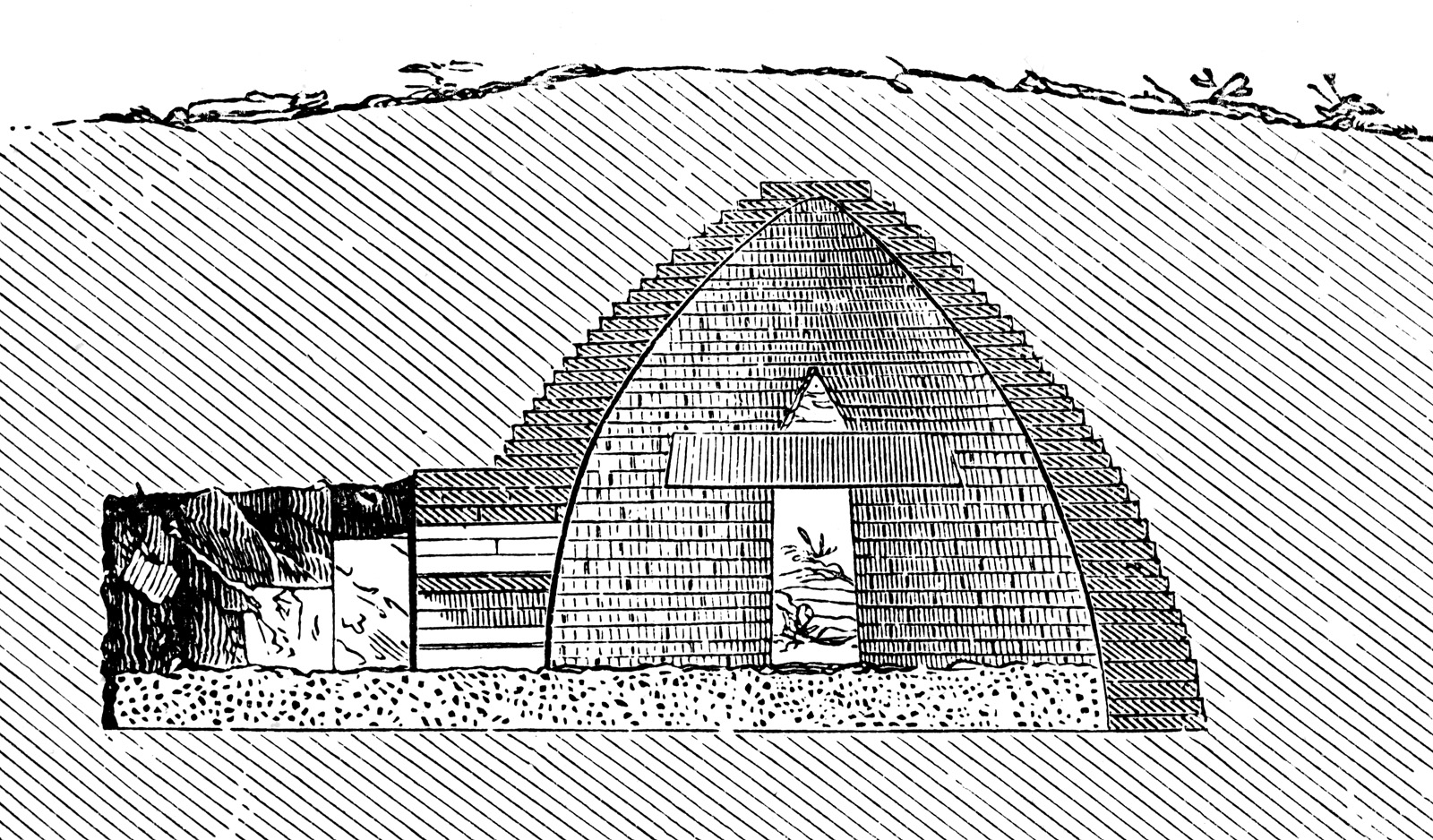
Skarbiec Atreusza

Grobowce mykeńskie – grobowce z okresu kultury mykeńskiej, znajdujące się na Półwyspie Peloponeskim, które w swej charakterystycznej formie i konstrukcji pojawiły się w XVII-XVI wiek p.n.e. Budowane one były głównie dla władców i najwyższych warstw społecznych, podczas gdy większość społeczeństwa kontynuowała zwyczaj palenia zwłok.
Grobowce mykeńskie, tzw. szybowe były budowane w formie szybu o głębokości 1-5 metrów i przeciętnych rozmiarach komory od 2*3 do 4*6 metrów. Boczne ściany obudowywane były kamieniami i suszonymi cegłami. Na grobach, otoczonych murem, umieszczane były stele grobowe.
W XVI wieku p.n.e. zaczęły pojawiać się, wykuwane w skale, groby o konstrukcji kopułowej, przeznaczone dla władców. Składają się one z trzech części, dromosu, przedsionka i komory uszczelnionej gliną. Były one nakrywane pozorną kopułą. Również w tych grobowcach umieszczana była na jego szczycie stela. Dromos był zasypywany ziemią, zaś wejście blokowane kamieniami.
W Mykenach odnaleziono 9 tego typu grobowców, ponadto odkryte zostały one także w innych częściach Hellady. Najsłynniejszym mykeńskim grobowcem drugiego typu jest tzw. Skarbiec Atreusza.